# ピクセル (2015年の映画)
『ピクセル』（原題:Pixels）は、2015年7月24日公開のアメリカ合衆国の映画。日本では2015年9月12日に公開された。公開日は当初2015年5月15日を予定していたが、2014年8月12日に変更されその後7月24日を経て再び2015年に変更された。
2010年にパトリック・ジャンが監督、ティム・ハーリヒーが脚本を務めた短編映画『ピクセル』（2011年アヌシー国際アニメーション映画祭短編部門受賞）を原作としており、『パックマン』『ギャラガ』『ドンキーコング』など、クラシックアーケードゲームのキャラクターが多く出演する。

## ストーリー
NASAは地球外生命体に向けて、1982年当時流行していたゲームの映像などを収録したメッセージを友好目的として宇宙へ打ち上げた。
そして2015年。グアムのアンダーセン空軍基地が突如謎の攻撃を受け、あらゆる物質が立方体状のブロック（ピクセル）に変わりバラバラに分解、壊滅した。攻撃したのが『ギャラガ』のキャラクターのような存在だと気づいたアメリカ大統領ウィルは幼馴染みのサムを呼び出し相談を持ち掛けるが、ポーター大将ら軍幹部はゲームオタクに過ぎない彼の話を聞き入れず追い返してしまう。帰り道で親友のラドローと数年ぶりに再会したサムは、彼から今回の攻撃は昔NASAが打ち上げたメッセージを見て“宣戦布告”と誤解した「ヴォルーラ星人」と名乗る異星人の仕業だと教えられる。彼等は映像を基にゲームのキャラを実体化させ攻撃させたのだ。2人はウィルの元に赴き“ヴォルーラ星人からの3本勝負”を知らせたが、支持率を下げたくないウィルは軍隊の派遣をためらう。
そうしているうちにインドのタージ・マハルが『アルカノイド』のキャラクターによって崩滅してしまい、もう後が無いと悟ったウィルはサムとラドローに地球の命運を託すことを決断した。ヴァイオレット中佐ら開発チームが対ゲームキャラクター用武装を作り、2人はポーター率いるアメリカ軍の精鋭部隊にゲームスキルを教え込む。そしてロンドンで『センティピード』の敵が襲来し3回戦が始まったが、生え抜きのアメリカ兵達も特訓の甲斐無く苦戦を強いられゲームに無関心なポーターら指揮官も全く役に立たなかったが、ゲームに精通した2人の活躍によって勝利する。
勝利を喜ぶサムたちの元にヴォルーラ星人からのメッセージが届き、次の決闘場がニューヨークだと告げられる。ウィルは今後の戦いを有利に進めるため、サムのライバルでかつてアーケードゲーム世界大会チャンピオンだったエディに協力を依頼し、彼を対ゲームキャラクターチーム“アーケーダーズ”に迎え入れる。サムたちはニューヨークで『パックマン』との闘いに勝利し同点に持ち込むが、実はエディがチートコードを使用しており、ヴォルーラ星人にそれがばれてしまう。彼等は「ルール違反」と咎めて地球総攻撃を通告すると共に、ペナルティとしてヴァイオレットの息子マティを攫った。
ワシントンD.C.から遂に地球総攻撃が始まり軍が出動するが、襲ってくるゲームキャラクターの大群に大苦戦。武装を取り上げられエディが行方をくらまし失意に陥るも再び立ち上がったアーケーダーズは、シェルターから抜け出したウィルが持ってきたライトキャノンを携え迎撃に臨む。ヴォルーラ星人の母船の下に辿り着いたサムたちは内部に呼び入れられ、「ボスとの直接対決」としてサムが苦手とする『ドンキーコング』で戦うこととなった。パターンが存在しない上かつてエディに敗れたトラウマを思い出し苦戦するサムだったが、マティからエディが世界大会でもチートコードを使用していたことを知らされ本当は自分がチャンピオンだったことを知り奮起、ドンキーコングを倒して勝利する。
地球人と誤解を解いたヴォルーラ星人との和平は無事に成就された。サムは地上に残ったラドロー達と共に狡無しで戦ったエディから謝罪され世界大会のチャンピオンと認められ、人質を救出したアーケーダーズは地球を救った英雄として迎えられた。

## 登場人物・キャスト

### アーケーダーズ
サム・ブレナー
演 - アダム・サンドラー / アンソニー・イッポリト（13歳）、日本語吹替 - 柳沢慎吾 / 柴井伶太（13歳）
今作の主人公。元『ギャラガ』の世界チャンピオン。子供の頃は凄腕のアーケードゲーマーだったが、アーケードゲーム世界大会の決勝戦『ドンキーコング』でエディに負けて以来自信を失い落ちぶれる。現在はオタク（ナード）電気に勤め、主にホームシアターの取り付け業者として働いているが、大統領となった親友ウィル直々の指名により地球の命運を賭けた戦いに身を投じる。センチピード戦での活躍によってアーケーダーズのリーダーとなる。作中では『ブレナー』と苗字で呼ばれていることがほとんどで、『サム』と呼ばれることは少ない。性格は達者で楽観的だが、敵キャラクターの行動パターンを完璧に読み取れる実力を持っている。そのためゲーム好きでありながらも、パターンのない現代ゲームよりパターンのあるレトロゲームを好む。アーケードゲーム世界大会の決勝戦に使われた『ドンキーコング』には敗北したトラウマもあり苦手意識を持つ。
終盤では諦めずヴォルーラ星人の母船へと乗り込むが、最終対決が『ドンキーコング』であったために挫けてしまう。しかしマティからかつての大会決勝戦の真相を悟り、自分こそがドンキーコングの真の世界チャンピオンだった事を悟って奮起、「リセットだ！」と今までの自分を切り替えて戦いに挑む。
ちなみに日本語吹替版でのサムの台詞には、序盤で「あばよ!」と吹き替えを務める柳沢慎吾のセルフパロディが入っている。
ウィル・クーパー
演 - ケヴィン・ジェームズ / ジャレッド・ライリー（13歳）、日本語吹替 - 木村雅史 / 青木柚（13歳）
サムの幼なじみの親友で、現在はアメリカ大統領として活躍している。しかし政策は全く支持されておらず、しまいには小学校で絵本を読み聞かせる際に読み間違いを繰り返した挙句、それを子供に手厳しく指摘され呆然とする情けない姿を中継で曝したり、地球が侵略されるかもしれない瀬戸際であるにもかかわらず新妻のジェーンと幼稚にじゃれ合いながらケーキを作っている映像をスクープされたりとスキャンダル続きで、歴代中最もバカな大統領として世間の笑い者にされている。なんで彼が大統領になれたのか不思議だが、エディの協力する条件を取捨選択して適切に受け入れるなど、少なくとも的確な判断ができるところがあった。加えて彼を直接的に知る人物からの好感度は高く、大統領となってもサムと変わらず友情を保ち続けているなど、大統領としてはともかく一個人としては良き人物である。また、今回の事件でサム等を活躍させた事で国民からの支持率と信頼度が回復していき自身も難しい言葉が少し分かる程には成長した。
子供の頃にクレーンゲームで手に入れた『スターウォーズ』のチューバッカのマスクを愛用していることから、チューバッカの愛称である「チューイー」のニックネームを持つ。立場上、当初はサム達の活躍を別室から見守っていたが、終盤では窮地に陥った彼等を助けるべくアーケーダーズの一員として参戦。ゲームの腕前はサムに遠く及ばないが、クレーンゲームだけは誰よりも上手で、実際にクレーン車を操縦してサムらに襲いかかった『フロッガー』のカエルをアームで捕まえた。
ヴァイオレット・ヴァン・パッテン
演 - ミシェル・モナハン、日本語吹替 - 本田貴子
本作のヒロイン。一児の子供を持つアメリカ軍中佐で、対ゲームキャラクター用武装の開発及び提供を担当している。「シナモン」と言う女性に旦那を奪われ自宅で悲しんでいた所に仕事にやって来たサムと出会う。その場で慰められたことでサムと意気投合するも、彼の性急な態度のせいで喧嘩してしまい、最初はサムとはあまり仲が良いとは言えず対立することもあったが、彼の活躍によって次第に信頼し合えるほどの距離に縮まり、仲良くなる。パックマン戦ではアーケーダーズのオペレーターを務めたが、エディがイカサマをしたせいで息子をヴォルーラ星人に連れ去られた上解任されてしまった。その後戦いを終わらせ息子達を救出するために改めてチームの一員に加わる。
ラドロー・レイモンソフ
演 - ジョシュ・ギャッド / ジェイコブ・シンダー（8歳）、日本語吹替 - かぬか光明 / 丸山有香（8歳）
サムとウィルの少年時代からの親友で、同じくサムと共にアーケードゲーム世界大会に参加したゲーマー。自称「ワンダーキッド」。誰よりも先に異星人からの攻撃だと気づき、サム達を動かした。センチピード戦でサムと共に活躍したため、アーケーダーズの一員として抜擢される。
成人しても女性経験はなく、『ドージョークエスト』のレディ・リサを溺愛しており、現実世界に現れたら結婚したいと強く願っている。その上幼い頃から病的な陰謀論者であり、また他者とコミュニケーションを取ることも苦手とし、実際にクロロホルムを用いるなどの陰険な手段をとることも少なくないことから、周囲からは変人扱いされており、友達も少ない。
祖母と暮らしているが、祖母とも仲が悪い。
戦いを通じ、人間性や人との繋がりの大切さに気付き、全てが終わった後、Qバートから変化したレディ・リサと結婚。その1年後、彼女との間にできた5匹のQバートを育てる良き父親となった。
エディ・プラント
演 - ピーター・ディンクレイジ / アンドリュー・バンブリッジ（13歳）、日本語吹替 - 神谷明（両方兼任）
アーケードゲーム世界大会でサムを負かした『ドンキーコング』の世界チャンピオンで、サムのライバル。自称「ファイヤーブラスター（火炎噴射男）」。電話会社にハッキングし架空請求を行ったため、8年間刑務所に収監されていたが、釈放を条件にアーケーダーズのエースとして加入した。非常に傲慢で常に挑発的な振る舞いをし、他者を「負け犬」呼ばわりする事が多い。強欲な一面もあり、協力の見返りとして釈放以外に島や自家用ヘリ、ずっと税金を払わない、セリーナ・ウィリアムズとマーサ・スチュワートとリンカーンホテルでWデートを要求した。
実は愛用のサングラスのレンズにチートコードを彫り込んでおり、世界チャンピオンまで上り詰めたのもそれを用いたイカサマによるものだった。ヴォルーラ星人にパックマン戦でのイカサマがばれた事を知ると責任逃れのために行方をくらましたが、決戦の際には「ズルせずに勝ちたい」という願望を胸に再び参戦。すべてが終わった後にはサムにイカサマの件を謝罪し、彼が世界一のアーケードゲーマーであると認めたことで許された。
容姿と性格は、実在する『パックマン』と『ドンキーコング』の世界チャンピオンビリー・ミッチェルをモデルにしている。
ちなみに日本語吹替版でのエディの台詞では、神谷のアドリブで神谷が演じた『シティーハンター』シリーズの冴羽獠や、『北斗の拳』シリーズのケンシロウのセルフパロディが入っている。

### 事件に関わった人々
マティ
演 - マット・リンツ、日本語吹替 - 沢城みゆき
ヴァイオレットの一人息子。サムと同じくゲーム好きで、それをきっかけに彼と仲良くなる。更に母親とサムを近づけようとサポートする。子供とは思えないほど冷静であり、『ラスト・オブ・アス』などの流血や暴力表現のあるゲームも平然と遊ぶ。「敵キャラクターの行動パターンを読んで戦う」という考えを持つサムとは違い「キャラクターになりきってプレイヤー側のキャラクターが死なないように戦う」という考えを持っており、またアーケードゲームでコンティニューができなかった時代のサムたちと異なり「失敗したらリセットしてやり直せば良い」とも考えている。更に警察が発見したエディのサングラスを見たことでイカサマをしたことに唯一気付いており、奇しくもこれらの事がラストゲームでサムの再起へと繋がっていく。
ジェーン・クーパー
演 - ジェーン・クラコウスキー、日本語吹替 - 加藤有生子
アメリカのファーストレディで、ウィルの新妻。最初はウィルが相手してくれなかったことで愛想が尽きそうになったが、今回の事件で改めてウィルと時間を過ごすことで、互いの夫婦愛が改善された。
サムやウィルに対しても夫の友人ということで偏見を持たず親しく接しており、ウィルがレディ・リサとの別れを嘆いていた時には同情している。
ポーター
演 - ブライアン・コックス、日本語吹替 - 浦山迅
アメリカ海軍提督で、ヴァイオレットの上司。保守的な軍人で、ゲームキャラクターによる攻撃も当初は他国からの攻撃だと決めつけていた。ゲームへの興味もゲームオタクへの理解も無く、対ゲームキャラクター用武装も撃退に大活躍しているサム達も信用していない。
終盤、ヴォルーラ星人からイカサマを理由に総攻撃を宣告されたのを好機と見て、詳細を把握する事なく即座にアーケーダーズの解任を決定した。この時に皮肉か本気かヴォルーラ星人のことを「火星人」と呼ぶなど、状況が変化してもなお認識不足が続いており、総攻撃に対してもまともな反撃はできなかった。
岩谷教授
演 - デニス・アキヤマ（及び「1982年時」として岩谷徹本人によるカメオ出演もある）、日本語吹替 - 原康義
『パックマン』を企画・デザインした岩谷徹がモデルであり、作中設定では事件当時は大学教授である。パックマン戦にて4人目のゴースト役にサムたちの助っ人として、日本から派遣されて来る。自分が創ったパックマンを息子のようにこよなく愛しており、実体化して街を襲撃するパックマンを説得しようと接触するが、右手を噛まれてピクセル化されてしまったため、「このビッチをぶっ殺せー!」と叫びながら逃げていった。
その後は特に出番も無かったが、終盤で戦いが終わるとピクセル化された右手が元に戻り、ヴォルーラ星人の母船を見て笑顔を浮かべていた。
岩谷徹本人による出演だと誤解されることもあるが、実際に本人が演じたのは1982年に幼いサムたちが通っていたゲームセンターでアーケードゲーム機の修理をするエンジニア役としての一瞬の「カメオ出演」である。
ディラン・コーハン
演 - アフィオン・クロケット、日本語吹替 - 山本兼平
アンダーセン空軍基地に勤務している軍曹。基地がギャラガに襲撃された際、異星人によってトロフィーとして攫われてしまう。マザコンで、攫われてしまったりアーケーダーズがドンキーコングのステージに現れた際も母親の事ばかり気にしている。
クライマックスで救出された際にはウィルを「二番目に好きな大統領」と褒め称えた（一番目は「オバマさん」）。
ラジ
インド人の青年。ピアという恋人にプロポーズするも『アルカノイド』のキャラクターによって背後にあったタージ・マハルが崩壊、それを見たピアが驚いて逃げ出したためプロポーズは失敗に終わった。その後も彼は逃げずにタージ・マハル崩壊をスマートフォンで撮影していたため口封じという形で異星人によってトロフィーとして攫われてしまう。
ヒル
演 - ショーン・ビーン、日本語吹替 - 田中正彦
SASに所属するイギリス軍伍長で、ハイドパークにて一般人に退去を命じた。ポーター同様に保守的な軍人で、サムたちを信用していないが、劇中ではセンチピード戦の際にビールのCM撮影と嘘をついて市民を紛争の場から遠ざけるなど、市民に配慮する面もある。加えて戦闘後はアーケーダーズとパブで祝勝会を開くなど、ポーターと異なり実際に戦ったサムたちを認めている。
バグショー
演 - フィオナ・ショウ（ノンクレジット）、日本語吹替 - 一城みゆ希
イギリスの首相。異星人を撃退するためアメリカ軍に協力する。小難しい単語や言い回しを使って話すためウィルは何を言っているのか理解できなかった。しかもウィルのスキャンダラスなスクープを見た時は彼にズレた指摘をした。
司会者
演 - ダン・エイクロイド、日本語吹替 - 玄田哲章
1982年にサム達が参加したアーケードゲーム世界大会の司会者。
セリーナ・ウィリアムズ
演 - 本人、日本語吹替 - 渡辺直美
エディが地球を救う見返りに求めたデート相手。島一つを貰うことを条件にエディとデートをし、当初はエディに脅しをかけるほどうんざりしていたが、エディが世界を救った英雄となってからは手のひらを反すように好意を抱くようになった。
マーサ・スチュワート
演 - 本人
セリーナ同様、エディが地球を救う見返りに求めたデート相手。

### ヴォルーラ星人
ロナルド・レーガン大統領、マドンナ、リカルド・モンタルバン、エルヴェ・ヴィルシェーズ、ダリル・ホール&ジョン・オーツ
ヴォルーラ星人からのメッセージの出演者としてサムたちの前に現れる。TVチャンネルの一般回線に割り込み、全人類に対して通告を行った。
マックス・ヘッドルーム
演 - マット・フリューワー、日本語吹替 - 山寺宏一
アメリカでも放送されたイギリスのテレビ番組『マックス・ヘッドルーム』の主人公。ヴォルーラ星人のボスの使いとして、彼の顔を借りたメッセンジャーがアーケーダーズをラストゲームへと招く。
なお、日本語吹き替え版での名前表記は“宇宙人マックス”。吹き替えを担当した山寺は『マックス・ヘッドルーム』本編でもマックスの吹き替えを担当している。

## 参戦作品
82年頃に人気だったアーケードゲームで、8ビットのドット絵で作成されたキャラクターが立方体の無数の輝くピクセルによって3次元の姿に形成されて実体化している。彼等は特殊なエネルギーでできており、通常の物質では傷付けることすらできないと推測されている。彼等の攻撃を受けた物体（生物を含む）は物質の概念とは一切関係無くキューブ（ピクセル）化して分解されるが、一応彼等も生命体であるらしく彼等自身も基本的に死ぬとばらばらになった（場合によっては数秒間得点を出す）のち消滅する。これらは概ね原作の短編作品からそのまま継承されている設定だが、短編作品では廃棄されたアナログテレビから彼等が飛び出し実体化したことになっている。
『ギャラガ』
ヴォルーラ人からの最初の攻撃としてグアムのアンダーセン空軍基地を敵キャラクター達が襲撃した。サムはその攻撃パターンから81年の初期型であると見抜いた（現在スマホアプリとして配信されているバージョンとは全く異なる）。
また、ヴォルーラ人の母船はボス・ギャラガの形になっているがピクセルでできている訳ではなさそうである。トラクタービームで対象者をピクセルに分解して船内外へ転送する。
ワシントンD.C.では雑魚敵が大挙して登場。弾を発射し人や建物を攻撃した。
『アルカノイド』
バウスとエナージーボールが登場。ヴォルーラ人からの2回目の攻撃としてインドを襲撃、タージ・マハルを崩壊させてしまう。
ワシントンD.C.では建物を攻撃していた。
『センティピード』
ヴォルーラ人からの3回目の攻撃としてイギリスのハイドパークを敵キャラクター達が襲撃。当初サム達の指導のもとアメリカ兵達にレトロアーケードゲームを集中訓練させ実戦に臨ませたが、難しすぎるため形勢は不利になり見かねたサムとラドローが参戦、見事勝利を収める。なお、ムカデの1匹が老婆の部屋に逃げ込んだ際、気づかずエアロビクスをしている彼女の動作をなぜか数秒ほど真似ていた。
ワシントンD.C.ではムカデや蜘蛛が大挙して登場した。
『ダックハント』
猟犬がセンティピード戦のトロフィーとして登場。エアロビクスをしていた老婆のもとに現れる。初登場の際には右前足に同作の鳥を持っていた。
『パックマン』
ヴォルーラ人からの4回目の攻撃としてニューヨークを襲撃。本来なら主人公であるパックマンが敵として登場。ライトキャノンでは倒せないらしい（ルールに反している）のでアーケーダーズはゴーストを模した特殊武装MINI（サムが「ミニ・ゴースト」と命名）でパックマンを追いかけ3回倒すことになる。
アイテムの苺・さくらんぼ・パワークッキーも登場。ミニ・ゴーストは原作のゴーストと同じ数の4台が用意されサムが赤、ラドローがオレンジ、エディがピンク、岩谷が水色に乗車。パックマンがパワークッキーで10秒間無敵になった時は原作のゴースト同様ミニ・ゴーストが青に変色する。
『Qバート』
主人公であるQバートがパックマン戦のトロフィーとして登場。
Qバート
声 - 不明、日本語吹替 - 山寺宏一
人間の言葉を話すことができ、終盤ではサム達に惑星ヴォルーラの内情を語る。
『ドンキーコング』
ヴォルーラ人のボスとサム達との直接対決用にヴォルーラ人の母船内を舞台にした最後のゲーム。基本的にルールは同じでサム達もライトキャノンは使わなかったが、レディの代わりにトロフィーの2人とマティが人質となっている。
火の玉と樽、アイテムのハンマーも登場。樽も（ジャンプでやり過ごすと）数秒間得点を出す時があるが、ステージ（床や梯子）はピクセルでできていないようである。
マリオ
ワシントンD.C.で『ドンキーコング』『ドンキーコングJR.』仕様のが一瞬だけ登場。また、ラドローが『スーパーマリオブラザーズ』仕様のマリオのTシャツを着ている場面もある。
ドンキーコング
ヴォルーラ人のボスが変化した姿。

決戦時のゲームキャラクター
『ペーパーボーイ』
主人公が登場。自転車で走り回りつつ新聞を投げつけて攻撃していたが、最終的にライトキャノンで倒される。
『スペースインベーダー』
インベーダーが大挙して登場。
『ジャウスト』
敵キャラクターが登場。但し色が若干異なる。
『フロッガー』
主人公であるカエルが登場。ジャンプからのプレスで車を破壊したりしていた。1体が丸腰のアーケーダーズに襲いかかるも、ウィルにクレーン車で捕まれ行動不能になる。なお、この時のカエルは『ギャラガ』の虫型雑魚敵を舌で捕食していた。
『ロボトロン2084』
敵のロボットが巨体で登場。パンチで建物を攻撃していた。
『テトリス』
テトリミノが大挙して登場。建物の間に積み重なり自分達と共に消滅させ階数を減らして崩していく。
『バーガータイム』
キャラクターが登場。但し主人公のデザインが若干異なっている。
『ディグダグ』
敵キャラクターであるファイガーが登場。
当初は中国の万里の長城を襲撃する予定だったが、一連のシーンは中国側への配慮として映画公開前にカットされた。
『ミサイルコマンド』
サムとラドローが主導したアメリカ兵達の訓練で使われたが、照準などが実体化し軍の戦闘機を撃墜した。
『ディフェンダー』
自機が登場、ショットを連射しているが破壊描写はない。
『スマーフ：レスキューインガーガメルズキャッスル』
スマーフが実体化し特に人を攻撃することなく踊っていたが、ヴァイオレットに銃撃され仕留められた。
『ドージョークエスト』
デフォルメされた忍者のような敵キャラクターも出現したが、色や武装などゲームとは仕様が異なる。
レディ・リサ
演 - アシュレイ・ベンソン
『ドージョークエスト』の主人公で、ラドローが溺愛している女性キャラクター。日本刀を使った二刀流の達人で、その美しい姿はラドロー含む多くのプレイヤーを魅了した。ヴォルーラ星人の技術によって実体化したが、他のゲームキャラクターは全てゲームと同じドット体で登場するのに対し、リサだけはなぜか人間と同様の姿に変化できる。
登場早々ラドローに襲い掛かるも、彼の自分に対する真っ直ぐで真剣な純愛に心打たれて地球側に寝返った。戦いが終わると彼女も消滅し落胆するラドローであったが、トロフィーとして残ったQバートがレディ・リサに変化し元気を取り戻した。
終始寡黙なキャラクターで、ラストで少しだけ喋ったが、日本語吹き替え版ではラドローが喋ったことになっている。

当初参戦する予定だったゲーム
『ぷよぷよ』『ロードブラスターズ』
『ぷよぷよ』は1991年発売、『ロードブラスターズ』は1987年である。

## 用語
アーケーダーズ
ヴォルーラ人が実体化させたゲームキャラクターに対抗する為に組織されたアメリカ大統領公認のチーム。サムを筆頭にラドロー＆エディのプロレトロゲーマーとサポーターのヴァイオレットで構成されており、最終的にウィルも加わり5人となった。
ドージョークエスト
本作オリジナルのアーケードゲーム。架空のゲームだったが本作の公開に合わせてスマートフォン用のレトロ風アクションゲームとして実際に製作され、日本でも日本語化されたうえで無料配信された。
ヴォルーラ人
惑星ヴォルーラ出身の種族。知的生命体であり地球人とコミュニケーションをとる事も可能。彼等が実体化させたゲームキャラクターと同じような存在らしく、実際ヴォルーラ人のボスはドンキーコングの姿となっている。ただし、彼等は明確に本来の姿を見せていない（ビデオメッセージ冒頭で過去のニュース映像が映し出された際顔がそれらしきものから一瞬で地球人に変化するシーンがあるのみ）。
1982年にNASAが打ち上げたメッセージを宣戦布告（果たし状）と誤解してからは、地球人と戦うための軍事訓練やゲームを地球の兵器と勘違いしたのでゲームを模擬した兵装を行い、ヴォルーラ人全員が国家総動員状態になったとQバートがトロフィーとして贈られた後で内情を説明している。
なお「Qバート自身は戦争反対の和平主義者であり、ヴォルーラ星人の内部対立で裏切り者にされてトロフィーにされた」という裏設定がある。
ライトキャノン
ヴァイオレット中佐ら開発チームが開発した対ゲームキャラクター用の銃器。高エネルギーの光子を単発発射する。片手で撃てる小型と銃身が4つある大型がある。

## 制作

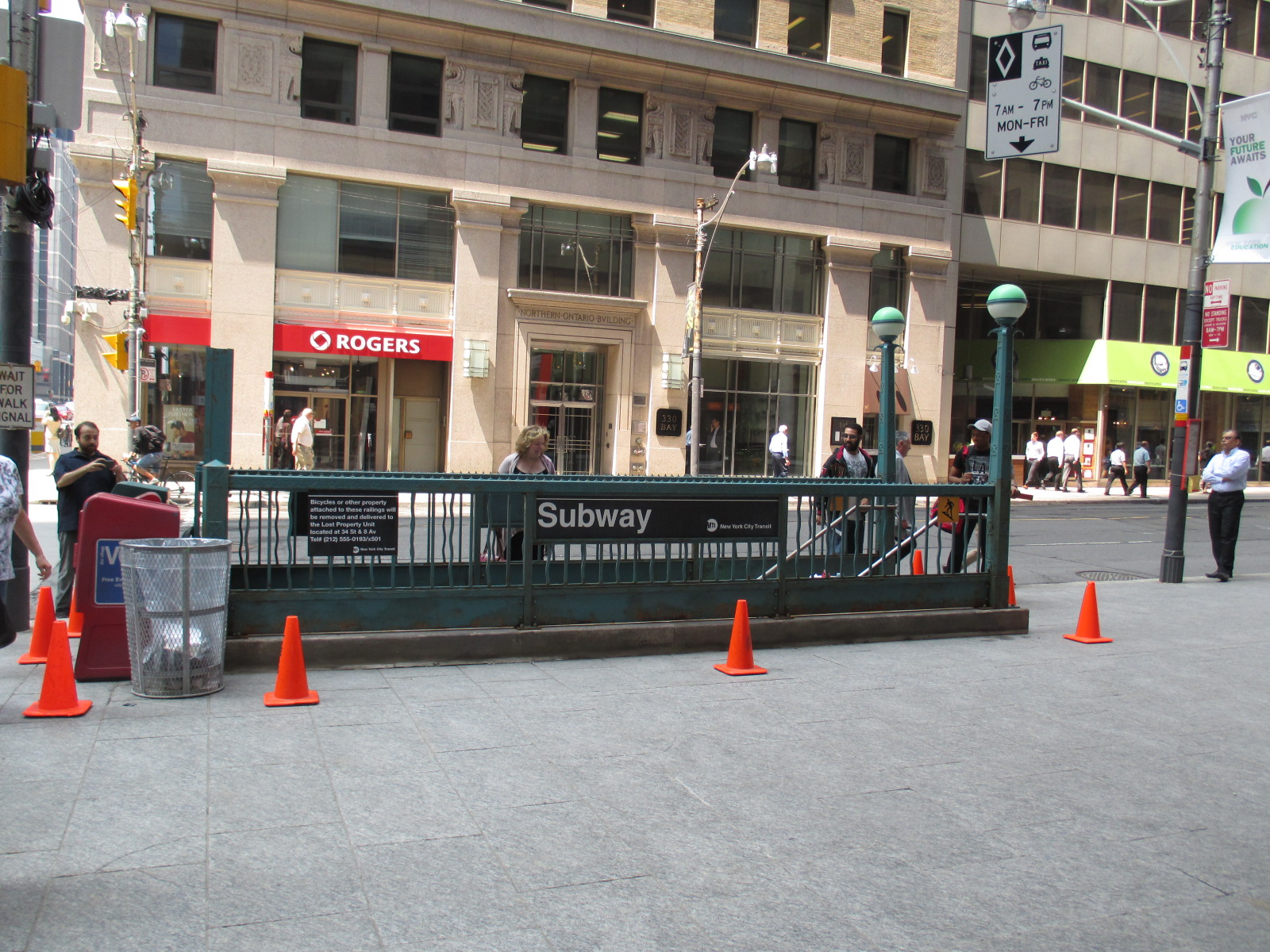
トロントのダウンタウンに設置された撮影セット

プロデューサーのアダム・サンドラーは長編映画化に際し、原作の脚本を務めたティム・ハーリヒーに脚本を依頼した。脚本には製作総指揮のセス・ゴードンに依頼されたティム・ダウリングも加わり、2012年7月に脚本が完成した。2013年からはクリス・コロンバスが制作に加わるようになった。しかし、完成された脚本に書かれていた「万里の長城がエイリアンに破壊される」「アメリカ大統領がエイリアンの侵略を中国の陰謀と疑う」「中国がメールサーバをハッキングする」などのシーンに関して、「中国での公開に好ましくない影響を与える」というソニー・ピクチャーズ中国支社幹部の意見や中国当局による検閲に配慮したため、2014年には中国に関するシーンは全てカットされた。
制作に際して『パックマン』『フロッガー』『ドンキーコング』などを登場させるためライセンスを取得した際、『パックマン』の生みの親である岩谷徹は「残虐じゃなかったらいいよ」と許諾しており、また、制作陣は「パックマンは正義の味方」というアメリカ人の一般的な認識に基づき、パックマンが人間を食べないように意識して制作している。
音楽は『シュガー・ラッシュ』の楽曲を担当したヘンリー・ジャックマンが担当し、2015年6月にはワカ・フロッカ・フレイムが主題歌となる「Game On」を発表した。日本語吹き替え版では、三戸なつめの「8ビットボーイ」が主題歌となる。
2014年3月25日、カナダ・オンタリオ州メディア開発公社は、パインウッド・スタジオ・トロントで5月28日から9月9日まで『ピクセル』の撮影が行われることを発表した。主要な舞台となるニューヨークの撮影は6月2日からオンタリオ州トロントのダウンタウンで開始され、7月29日からはマーカムでの撮影も開始された。8月26日からはコーバーグで撮影が開始され、1日につき12時間行われた撮影は3か月間で終了した。

## 賞歴
| 映画賞                       | 部門             | 対象                                                                           | 結果       | 出典   |
| ---------------------------- | ---------------- | ------------------------------------------------------------------------------ | ---------- | ------ |
| 第36回ゴールデンラズベリー賞 | 最低作品賞       | アダム・サンドラー、クリス・コロンバス、マーク・ラドクリフ、アレン・コヴァート | ノミネート | [ 35 ] |
| 第36回ゴールデンラズベリー賞 | 最低主演男優賞   | アダム・サンドラー                                                             | ノミネート | [ 35 ] |
| 第36回ゴールデンラズベリー賞 | 最低助演男優賞   | ジョシュ・ギャッド                                                             | ノミネート | [ 35 ] |
| 第36回ゴールデンラズベリー賞 | 最低助演男優賞   | ケヴィン・ジェームズ                                                           | ノミネート | [ 35 ] |
| 第36回ゴールデンラズベリー賞 | 最低助演女優賞   | ミシェル・モナハン                                                             | ノミネート | [ 35 ] |
| 第36回ゴールデンラズベリー賞 | 最低脚本賞       | ティム・ハーリヒー、ティモシーダウリング                                       | ノミネート | [ 35 ] |
| ティーン・チョイス・アワード | サマー映画男優賞 | アダム・サンドラー                                                             | ノミネート | [ 36 ] |